# Bertil Herlow Svensson
Sven Bertil Herlow Svensson, känd som Bertil Herlow Svensson, född 2 mars 1929 i Våxtorps församling i Halland, död 14 oktober 2012 i Svedala församling i Skåne, var en svensk konstnär, främst verksam som skulptör.

## Biografi

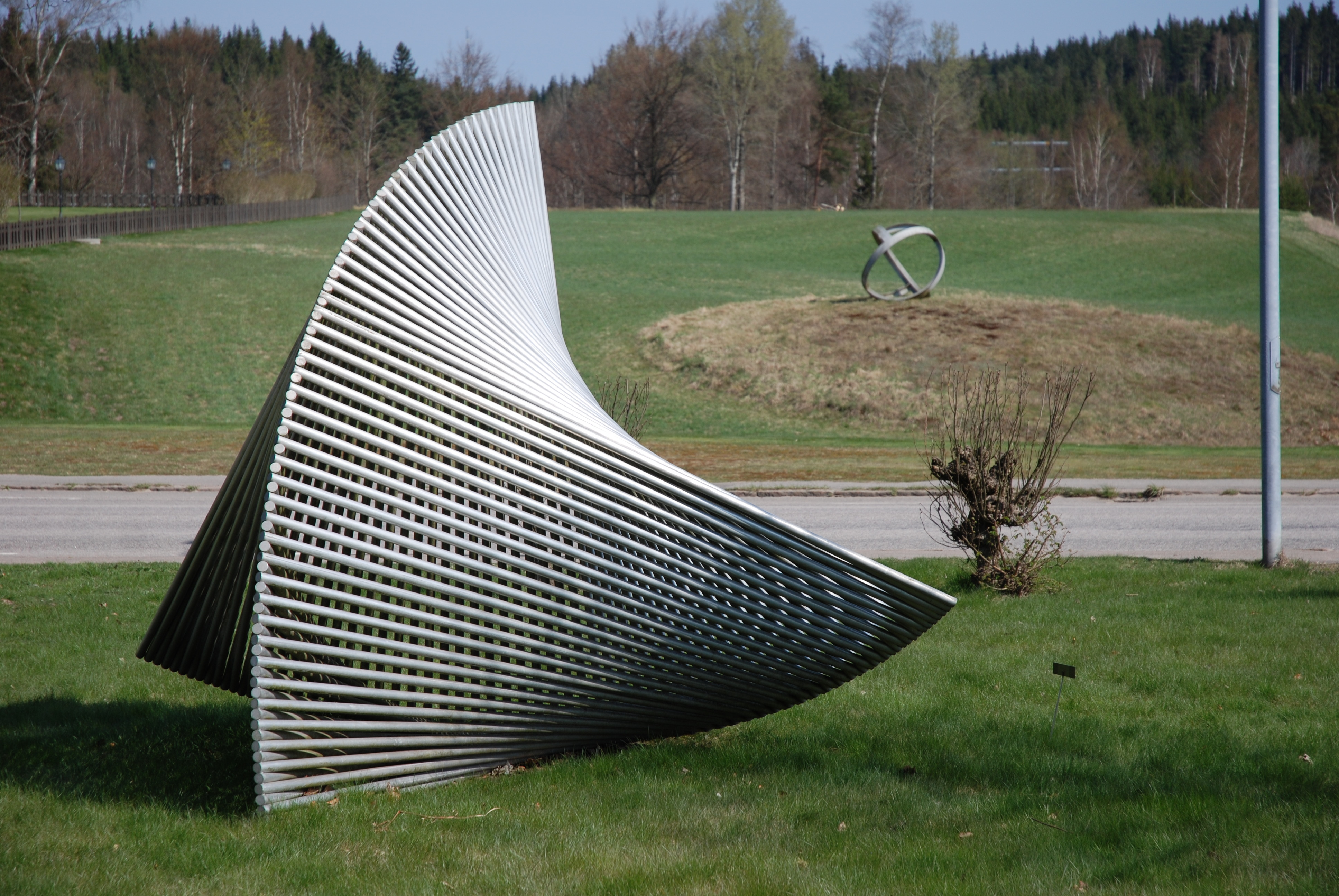
Sektorns mekanik, med Fragmentarisk sfär i bakgrunden, utanför Konsthallen Hishult.

Bertil Herlow Svensson växte upp under relativt enkla förhållanden i Våxtorp i Halland som äldst av fyra och gick som ung till sjöss. Som sjöman besökte han ett 60-tal länder. Förutom sjömansarbete utförde Bertil Herlow Svensson inredningssnickerier på lyxyachter. Efter vidareutbildning och en tid som slöjdlärare, bland annat på Vallaskolan i Sala, ägnade sig han från mitten av 1960-talet på heltid åt sitt konstnärskap. En fullt utrustad snickeriverkstad fanns i hemmet ända till hans död. Bertil Herlow Svensson levde ensam och fick aldrig några egna barn.

## Karriär

### Genombrott och karriär
Bertil Herlow Svensson var autodidakt och fick sitt genombrott 35 år gammal genom sin medverkan i utställningen Multikonst 1967. Där deltog han med skulpturen 10 x 10, ett tredimensionellt väggobjekt uppbyggt av tunna metalltrådar. Skulpturen gjordes som utställningstiteln nästan avslöjar som multipel. Ett liknande men unikt verk finns idag på Eskilstuna konstmuseum. Ungefär samtidigt debuterade han med sin första separatutställning på Galerie Aronowitsch i Stockholm. Den följdes av flera på samma galleri samt flera separatutställningar på museer och konsthallar under främst 1970-talet. Under 1980-talet var Bertil Herlow Svensson representerad och ställde ut på Galleri Nordenhake i Stockholm. Den sista stora separatutställningen under Svenssons levnad genomfördes på Trelleborgs museum 2010. Efter utställningen förvärvade Trelleborgs kommun två av verken för sammanlagt 700 000 SEK. Herlow Svensson vägrade de sista 20 åren av sin levnad konstant att sälja sina verk.

### 1966–1977 Konkret och kinetisk skulptur

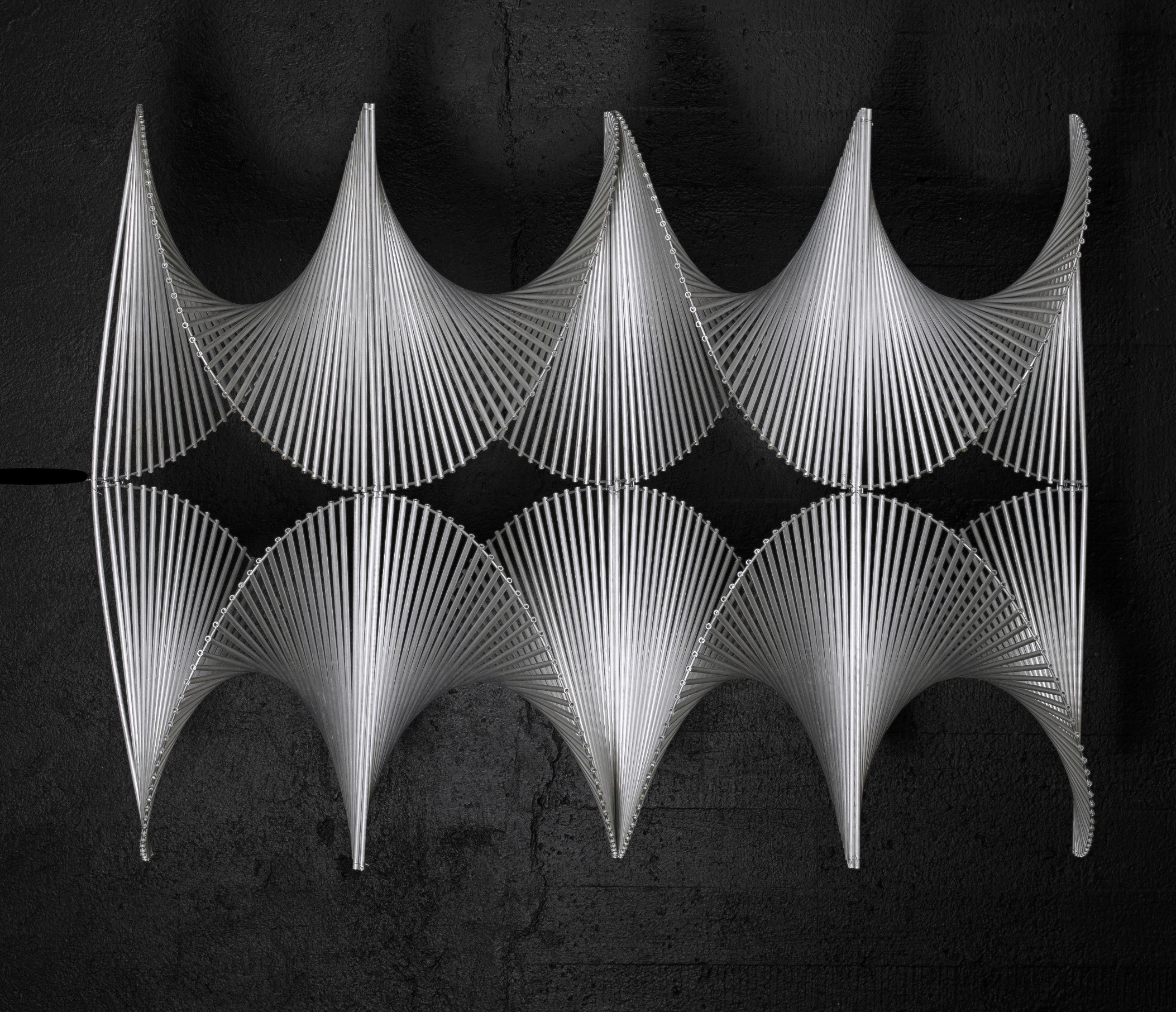
Bertil Herlow Svensson "Del av oändlighet / Liten portal" cirka 1968

I sin första period, från cirka 1966 fram till ungefär 1977, arbetade Bertil Herlow Svensson matematiskt med tunna aluminiumrör utspända mellan ståltrådar. Ofta baserade på en "basenhet" många gånger ett 40 cm långt, tunt aluminiumrör. Resultatet, en form av transparenta konstruktioner, har släktskap med Naum Gabo och även de skulpturala verken av Max Bill. Många av Herlow Svenssons skulpturer från denna tid äger en proportionell exakthet som ger möjligheter till glidningar i skalan, vilket varit en förutsättning för Herlow Svenssons första monumentala skulpturer, varav en, Sektorns Mekanik, kan ses här på bild från Konsthallen i Hishult.
Bertil Herlow Svensson skrevs av svenska kritiker snabbt in i den konkretistiska traditionen trots att hans verk både berör den kinetiska konsten och samtidigt lånar idéer från minimalismen, en konströrelse som då inte hade någon högre status i Sverige. I de industriproducerade små metallstavarna och de exakta måtten kan man trots estetiska skillnader dra paralleller till bland andra Walter de Maria och Carl André.

### 1970 / 1975 Arkitekta Skulpturum
Arkitekta Skulpturum tillkom efter en tävling 1970 som Bertil Herlow Svensson vann under mottot "Arkitekta Kulturrum" (sic) Det är en 8 meter hög skulptur som uppfördes 1975 i Fisksätra i Nacka kommun och består av raka aluminiumrör i en böljande invecklad geometrisk form. Den påminner om flera andra av hans monumentalverk från samma tid men är den största och mest komplexa som uppförts till dags dato. Det är en omtyckt skulptur som blivit lite av ett kännetecken för förorten Fisksätra, bland annat förekommer den i logotypen för Fisksätra Scoutkår.

### 1977– Sfärer och cirklar

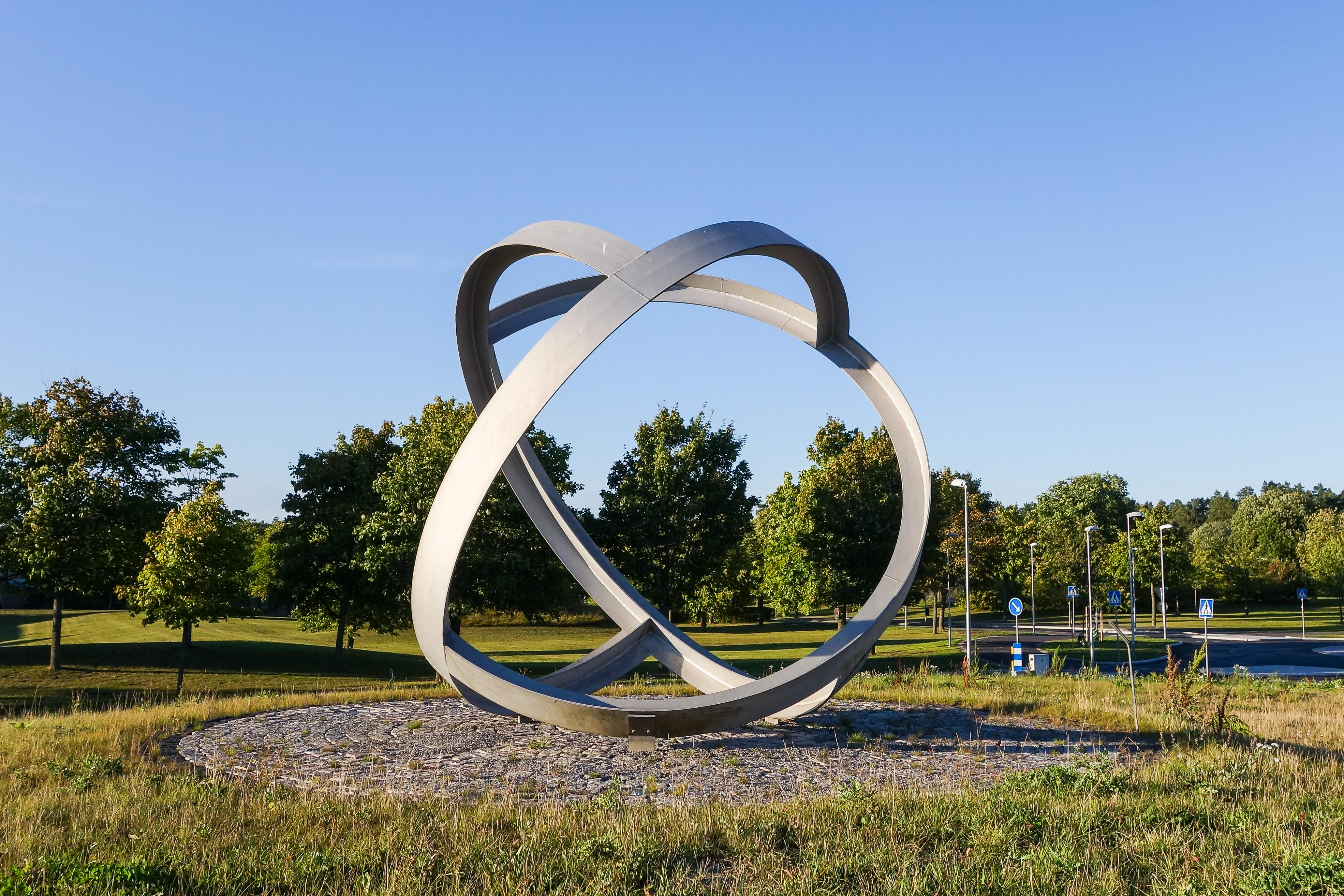
Fragmentarisk sfär, SLU

Under den senare delen av sitt konstnärskap riktade Bertil Herlow Svensson sitt intresse till sfären. Med uppbrutna cirklar, ofta i mässing, fortsatte han undersöka luftrummet eller kanske snarare tomrummet. Skulpturens uppbrutna cirkeldelar blir en mötesplats för inre och yttre krafter en plats där det inre är annorlunda än det yttre och där den skulpturala verkan "skapas". Av de sfäriska skulpturerna utförde Herlow Svensson också monumentalverk, men då oftast i aluminium eller stål.

### Mottagande
Olle Granath beskriver 1969 Bertil Herlow Svenssons formspråk med dessa ord: ”Tunna aluminiumrör, alla av samma grovlek, beskriver volymer av olika slag som åstadkommits genom att rören spänts mellan ståltrådar i form av cirkelbågar som skär varandra /.../ Aluminiumrören fyller här samma funktion som de parallella streck man drar för att skugga fram en volym i en teckning. Resultatet blir ett slags elementära undersökningar av rums- och volymförhållanden som Svensson själv har kallat parallellitetens, divergensens och konvergensens mekanik.” [källa behövs]

### Ateljé och bostad
Bertil Herlow Svensson bodde och arbetade i Börringe stationshus utanför Svedala, från mitten av 1970-talet och ända fram till sin död. I trädgården fanns flera monumentalskulpturer av vilka sex stals och såldes som skrot i Malmö.

## Offentliga verk i urval
- Sektorns mekanik - Sektorns volymer, aluminium, Kaptensgårdens skulpturpark, Sveavägen, Stockholm (1999), Centralsjukhuset, Kristianstad, Osbecksgymnasiet, Laholm (1990), Konsthallen Hishult, mellan Stadshuset och Hagalunds servicehus, Borlänge samt Boplatsgatan 9, Malmö (1984).
- Sektorns mekanik - Sektorns volymer, variant, aluminium, Landskrona konsthall
- Fragmentarisk sfär, aluminium, Konsthallen Hishult, Holger Crafoords ekonomicentrum, Lund (1993), Mikrobiologiska institutionen, Uppsala och Landstingshuset, Baravägen, Lund
- Del av helhet – helhet av del I, Fisksätra, 1975
- Del av helhet – helhet av del II, Fisksätra, 1975
- Del av helhet – helhet av del III, Orminge Centrum, 1976. Även denna var ursprungligen avsedd för Fisksätra, och flyttades dit i december 2024.
- Semicirklar, aluminium, Erlandsdal i Svedala
- Arkitekta Skulpturum (uppförd 1975, efter tävling 1970), aluminium, Fisksätra

## Representerad (urval)

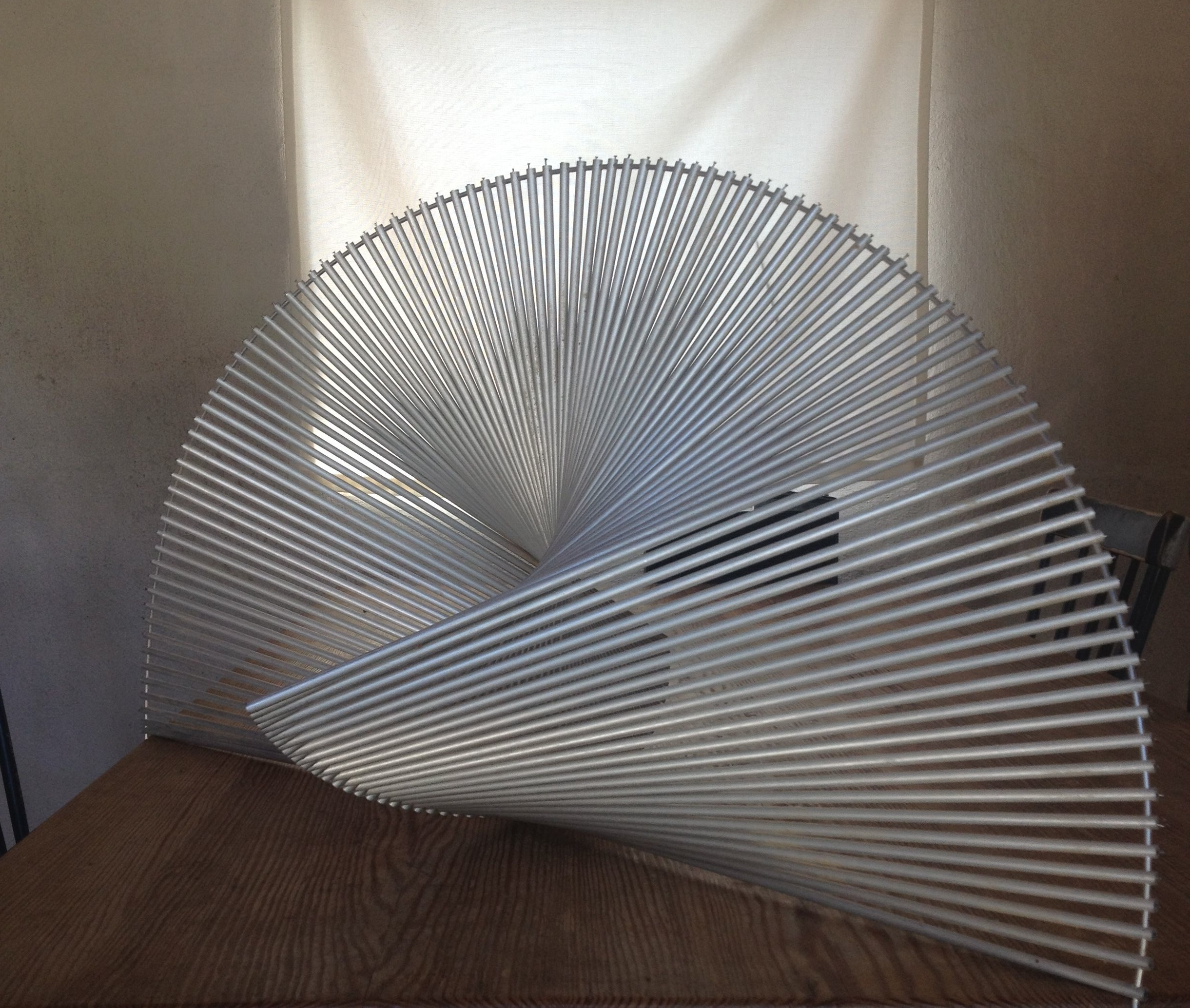
Fragmentarisk sektor med spegling, cirka 1968.

- Moderna museet[5]
- Eskilstuna konstmuseum
- Landskrona konsthall
- Konsthallen Hishult
- Uppsala universitet
- Lunds universitet
- Karolinska institutet
- Kalmar konstmuseum[6]